# Protoptera
Protoptera је ред крилатих инсеката, који обухвата најпримитивније представнике са неоптерним начином савијања крила. Сви представници сврстани су у само једну фамилију, што наводи неке ауторе на непризнавање статуса реда
. У оквиру фамилије, описано је 10 родова са 12 врста. Фосилни остаци ове групе пронађени су у стенама карбонске старости и на њима није уочена ниједна изведена карактеристика.
Инсекти из овог реда су били крупни, са дугачким антенама и тарзусима из пет сегмената. Крила су била хомономне грађе, са израженом нерватуром. Нису постојале параноталне избочине.